# هولم، ناتینگهام‌شر
هولم (به انگلیسی: Holme) یک روستا و محله مدنی در بریتانیا است که در نیوارک و شروود واقع شده‌است. هولم ۱۶۵ نفر جمعیت دارد.